# En af drengene
|  | Denne artikel er oprettet af botten Steenthbot ud fra en ekstern database. Den kan derfor have sproglige fejl eller mangler. Denne skabelon kan fjernes efter kontrol af indholdet. |

En af drengene er en dansk kortfilm fra 2022 instrueret af Louise Hylland.

## Handling
Steffanie prøver stadig på at være en af drengene, men finder det sværere og sværere på gruppens sommerhus druktur.
Vi følger vennerne Arlo, Mikkel, Andreas og drengepigen Steff.
De har hængt ud siden 1.g og er meget tætte. På trods af deres tætte bånd har de dog forskellige kontroverser. Disse kontroverser kommer til syne på deres årlige sommerhustur, hvor de er taget afsted for at hygge og feste en weekend.
Steff er blevet ældre og har ikke længere lyst til at finde sig i alt. Hun prøver at finde balancen imellem at lytte til sig selv og at passe ind som en af drengene. Men den opgave er ikke så let, som hun havde håbet på. Stemningen tager en ubehagelig drejning, og grænser bliver overskredet.

## Medvirkende
- Kat Stephie, Steffanie
- Johannes Nymark, Mikkel
- Niels Justesen, Arlo
- Sammy Germain, Andreas
- Petrine Agger, Psykolog